# Konvářství
Konvářství bylo specializované řemeslo jehož náplní byla výroba různých nádob či konví z odlévaného cínu či tepaného plechu, někdy zdobené rytím. Toto řemeslo bývá úzce spjato se zvonařstvím, cínařstvím a s klempířstvím, v průběhu 17. a 18. století postupně vymizelo kvůli produkci nádob z jiných materiálů. Podle Rybičkovy studie O českém zvonařství bylo označení zvonaři používáno v 14., 15. a 16. století pro všechny řemeslníky, zabývající se sléváním nižších kovů. Ve druhé polovině 16. století se názvy začínají diferencovat (konvaři, zvonaři a puškaři), avšak přes specializaci se např. zvonaři běžně zabývali puškařstvím či sléváním nádob apod. Jelikož je cín příliš měkký, konváři jej běžně slévali s olovem či mědí, čímž vznikla pevnější a tvrdší slitina. Běžnými produkty konvářů bývaly domácí nádoby, konvičky (hubaté, puklaté, baňaté, hranaté), konvice na pivo či víno, poháry, lahve, lahvice, holby, číše, mísy, slánky, umyvadla (lavabo), nočníky, pečicí formy. Konváři vyráběli také kostelní křtitelnice, nástěnné ozdoby, svícny, lustry či pečetidla.